# Katie Schoepfer
Kathryn Theresa Schoepfer (* 10. November 1988 in New London, Connecticut) ist eine US-amerikanische Fußballspielerin, die zuletzt in der Saison 2016 bei den Boston Breakers unter Vertrag stand.

## Karriere
Noch während ihres Studiums an der Pennsylvania State University spielte Schoepfer zwischen 2006 und 2009 für die Teams der Western Mass Lady Pioneers, SoccerPlus Connecticut und Washington Freedom Reserves in der W-League, beziehungsweise in der WPSL.
Im Januar 2010 wurde sie in der dritten Runde des WPS-Drafts an Position 26 vom Sky Blue FC verpflichtet. In der Folgesaison unterschrieb sie einen Vertrag beim Ligakonkurrenten Boston Breakers und verlängerte diesen nach einem Jahr für die Saison 2012. Da die gesamte Liga Anfang 2012 noch vor Saisonstart aufgelöst wurde, lief Schoepfer in der Folge für die Breakers in der WPSL auf.
Anfang 2013 wurde Schoepfer während des sogenannten Supplemental-Drafts von der neugegründeten NWSL-Franchise der Boston Breakers verpflichtet, ihr Ligadebüt gab sie dort am 14. April 2013 gegen Washington Spirit. Ihren ersten Treffer in der NWSL erzielte sie am 4. Mai gegen die Chicago Red Stars. Nach vier Jahren in der NWSL wurde Schoepfer im Oktober 2016 von den Breakers freigestellt.

### Nationalmannschaft
Schoepfer lief für die US-amerikanischen Juniorenteams in den Altersklassen U-17 und U-23 auf.